# Rudolf I. (Vexin)
Rudolf I. von Gouy (franz.: Raoul de Gouy; lat.: Rodulfi de Gaugeio; † 926) war ein Graf von Ostrevant, Vexin, Amiens und Valois aus dem ersten Haus Valois im 10. Jahrhundert.
Rudolf wird erstmals 915 in einem königlichen Diplom an das Stift Saint-Clément in Compiègne genannt. Im Jahr darauf wird er im Gefolge König Karls III. des Einfältigen in Herstal genannt. Bei Flodoard wird Rudolf im Jahr 925 als ein Gefolgsmann des dux Hugo Magnus genannt, als dieser einen Vertrag mit den Normannen besiegelte. Dabei nannte er ihn Rodulfi de Gaugeio, wohl bezogen auf den Ort Gouy-sous-Bellonne (heute im Département Pas-de-Calais) in der historischen Landschaft Ostrevant. Wahrscheinlich war er an den Kämpfen gegen die Normannen, welche seit 923 den Norden Frankreichs durchzogen, beteiligt gewesen. Möglicherweise war Rudolf ein Sohn des Grafen Hucbald von Ostrevant und der Heilwig von Friaul, jedenfalls wird er ebenfalls von Flodoard anlässlich seines Todes 926 als filius Heilwidis genannt. Sein Stiefvater dürfte Graf Roger I. von Laon gewesen sein, welchem er Ostrevant überließ.
Rudolf war wohl mit einer Tochter des Königs Karl III. des Einfältigen verheiratet, sein Sohn Rudolf II. wird bei Alberich von Trois-Fontaines als nepos des Königs Ludwig IV. des Überseeischen genannt. Eine angenommene zweite Ehe mit Eldegarde, einer Tochter seines Amtsvorgängers Ermenfroi († um 923), mit der er einen möglichen zweiten Sohn namens Walter I. hatte, kann nicht durch zeitgenössische Quellen gestützt werden.
In dem im 12. Jahrhundert entstandenen Chanson de geste „Raoul de Cambrai“ tritt Rudolf von Gouy mit dem Namen „Raoul Taillefer“ als Vater des Titelhelden auf. Seine Frau wird darin „Aalais“ (Aélis) genannt, Tochter König Karls des Einfältigen. Dabei ist anzumerken, dass der Chanson keinen Anspruch auf historische Korrektheit erhebt.

## Weblink
- Die Grafen von Ostrevant bei fmg.ac (englisch)

| Vorgänger | Amt                                          | Nachfolger        |
| --------- | -------------------------------------------- | ----------------- |
| Hucbald   | Graf von Ostrevant ?–926                     | Roger I. von Laon |
| Ermenfroi | Graf von Vexin, Amiens und Valois um 923–926 | Rudolf II.        |

| Personendaten    | Personendaten                                                                                     |
| ---------------- | ------------------------------------------------------------------------------------------------- |
| NAME             | Rudolf I.                                                                                         |
| ALTERNATIVNAMEN  | Rudolf von Gouy; Rudolf I. von Gouy; Raoul de Gouy (französisch); Rodulfi de Gaugeio (lateinisch) |
| KURZBESCHREIBUNG | Graf von Ostrevant, Vexin, Amiens und Valois                                                      |
| GEBURTSDATUM     | 9. Jahrhundert                                                                                    |
| STERBEDATUM      | 926                                                                                               |